# 最後の帰郷
『最後の帰郷』（さいごのききょう）は、1945年（昭和20年）6月に製作され、7月26日に公開された戦争映画・国策映画。原作は菊池寛。特攻隊の兵士が出発前の数日を郷土の肉親と共に送る姿を描く。劇中に特攻機として三式戦闘機飛燕の実機が登場する。公開前の同年7月22日に情報局国民映画として選定された。太平洋戦争での戦意高揚映画の最後の作品になった。
戦争映画研究家・作家の永田喜嗣は本作について、勝つために必ず死ぬこと、敵を激しく憎むことを主題にしており、こうした悲壮で悲惨な戦意高揚映画はもはや反戦映画や厭戦映画との境界が不明になるほどの奇怪なものになったと指摘している。

## あらすじ
航空基地では水戸中尉以下6人の隊員が特攻訓練に励んでいた。遂に出撃の日が決まり、隊員たちは特別休暇の名目でそれぞれ故郷へ帰省し、親族や許嫁に最後の別れを伝える。栗原軍曹の家では、許嫁お繁との祝言の準備が進められていた。片野伍長は母の涙を見るのが耐え難いと、基地に残って愛機の整備に余念がなかった。

## 出演者

### 陸軍特別攻撃隊
- 水戸中尉 - 宇佐美淳
- 濱村少尉 - 宮崎準之助
- 宮本准尉 - 花布辰夫
- 栗原軍曹 - 若原雅夫
- 森軍曹 - 光山虎夫
- 片野伍長 - 片山明彦
- 山本伍長 - 海原鴻

### 部隊の関係者
- 部隊長 - 押本映治
- 槇田中尉 - 佐伯秀男
- 三上軍曹 - 鳴海淨
- 佐々木上等兵 - 山田春夫
- 吉田上等兵 - 飛田喜三
- 女子挺身隊員 - 岩田芳枝、町田博子、坂川テイ子

### 隊員の家族
- 栗原軍曹の父 - 高山徳右ヱ門
- 栗原軍曹の母 - 英百合子(東宝)
- 栗原軍曹の弟 - 黒須清彦
- 栗原軍曹の伯母 - 若原初子
- 水戸中尉の父 - 斎藤紫香
- 水戸中尉の母 - 原緋紗子(東宝)
- 宮本准尉の妻 - 村田知英子
- 森軍曹の父 - 見明凡太朗
- 森軍曹の母 - 小峰千代子
- 片野伍長の母 - 浦辺粂子

### 隊員の関係者
- お繁 - 月丘夢路
- お繁の母 - 三條利喜江(東宝)
- 山名さん - 吉井莞象

## スタッフ
- 原作: 菊池寛
- 演出: 吉村廉、田中重雄
- 脚本: 八田尚之、永見隆二、 小石栄一
- 撮影: 青島順一郎、高橋通夫
- 音楽: 服部正
- 撮影: 青島順一郎、高橋通夫
- 美術: 柴田篤二
- 録音: 西井憲一

※原作、演出以外はノンクレジット